# Erich Haberfelner

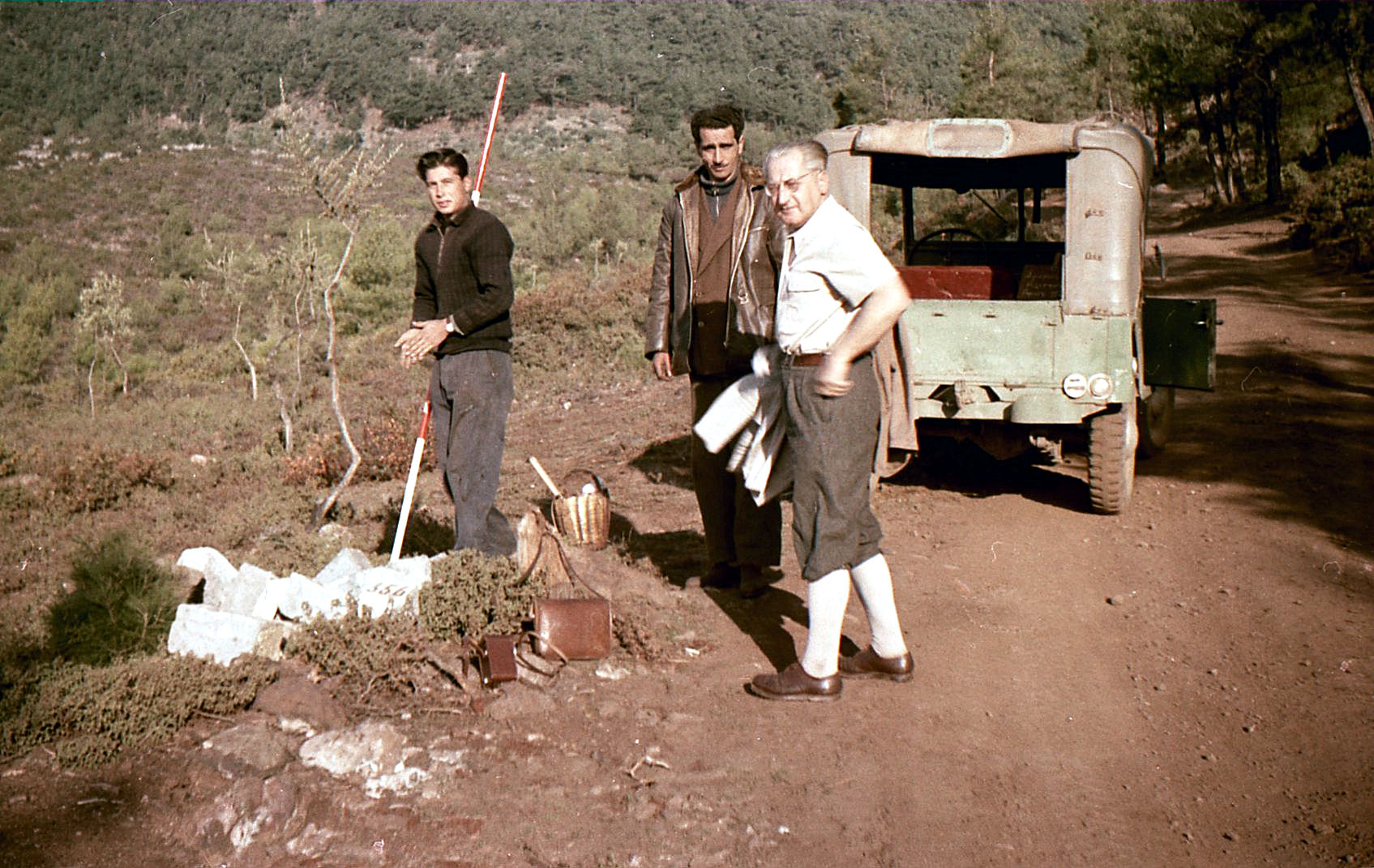
Erich Haberfelner (rechts) in Koumaria, Thasos/Griechenland (1956)

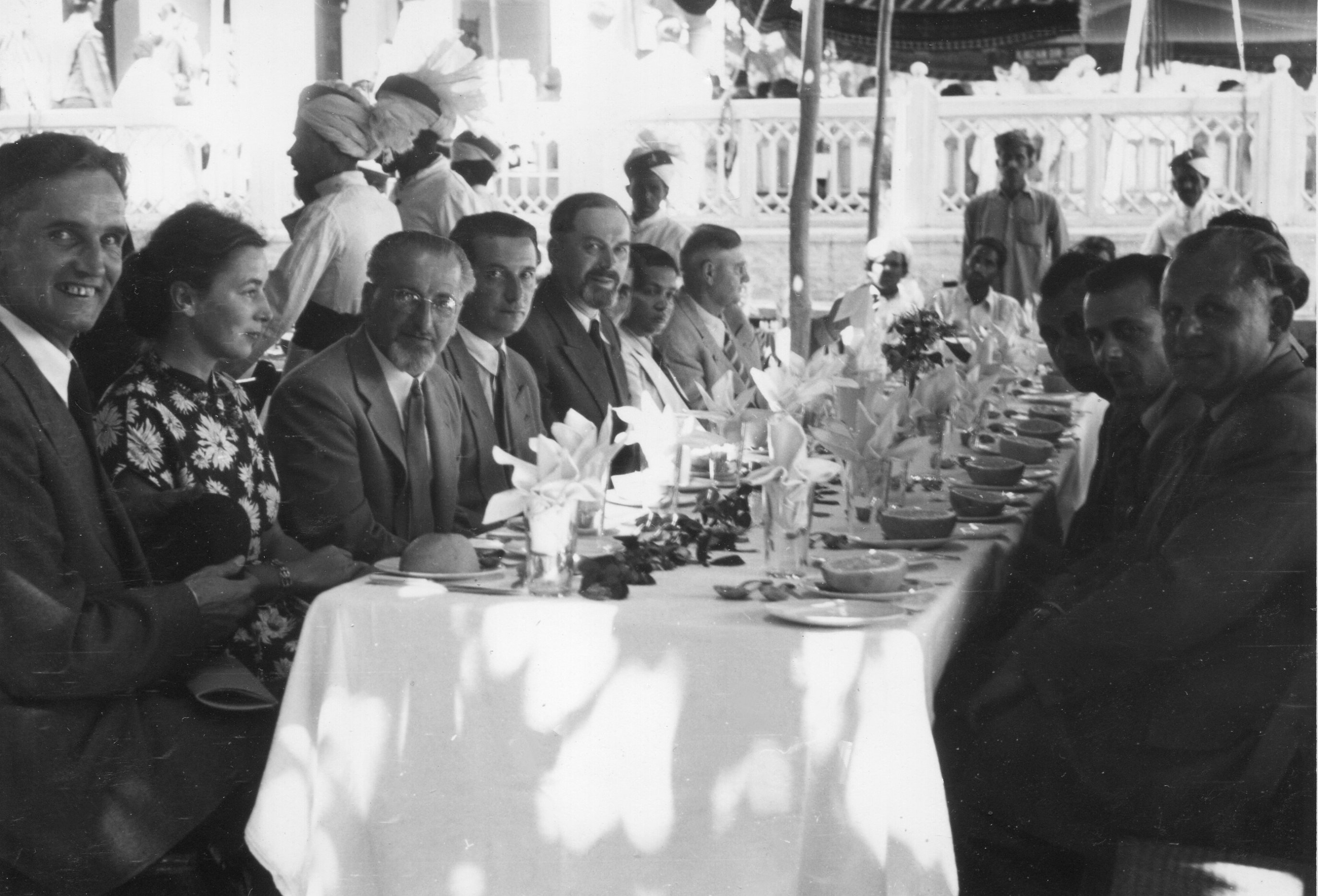
Erich Haberfelner (3. v. l.) in Quetta, Westpakistan (1957)

Erich Haberfelner (* 23. April 1902 in Lampersdorf, Bezirk Trautenau; † 4. Dezember 1962 in Essen) war ein österreichischer Geologe.
Haberfelner, ein Enkel von Josef Haberfelner (1830–1913), studierte an der Montanistischen Hochschule Leoben Montanwissenschaften. 1931 wurde er an der Universität Graz zum Dr. phil. promoviert. Er war in den Bereichen angewandte Geologie und Lagerstättenkunde weltweit tätig und fungierte als Chefgeologe der Fried. Krupp Rohstoffe, Essen.
Haberfelner, seit 1933 illegales Mitglied der NSDAP, beantragte am 14. September 1938 die reguläre Aufnahme in die Partei und wurde rückwirkend zum 1. Mai desselben Jahres aufgenommen (Mitgliedsnummer 6.229.757). 1936 bis 1939 war er Mitarbeiter bei der Preußischen Geologischen Landesanstalt (PGLA) und danach an der Bundesanstalt für Bodenforschung in Hannover.

## Veröffentlichungen (Auswahl)
- Über das Silur im Balkan, nördlich von Sofia. Mitteilungen des naturwissenschaftlichen Vereins für Steiermark 66, 1929, S. 104–149 (zobodat.at [PDF; 14,6 MB]).
- mit Franz Heritsch: Caradoc bei Stiwoll (Grazer Bergland). Verhandlungen der Geologischen Bundesanstalt 1930, S. 165–167 (zobodat.at [PDF; 310 kB]).
- Graptolithen aus dem Obersilur der Karnischen Alpen. I. Teil: Graptolithen der Hochwipfel-Nordseite. Sber., 140, Wien 1931, S. 89–168 (zobodat.at [PDF; 2,8 MB]).
- Graptolithen aus dem Obersilur der Karnischen Alpen. II. Teil: Unter-Llandoverylydite vom Polinik und der Weidegger Höhe. Sber., 140, Wien 1931, S. 879–892 (zobodat.at [PDF; 824 kB]).
- Eine Revision der Graptolithen der Sierra Morena (Spanien). Abh. Senckenberg, Naturforsch. Ges., 43, Frankfurt/M. 1931, S. 19–66.
- Graptolithen aus dem unteren Ordovicium von Gaishorn im Paltental. Verhandlungen der Geologischen Bundesanstalt 1931, S. 235–238 (zobodat.at [PDF; 335 kB]).
- Graptolithen aus dem Untersilur des Salberges bei Liezen im Ennstal. Verhandlungen der Geologischen Bundesanstalt 1931, S. 242–246 (zobodat.at [PDF; 404 kB]).
- mit Franz Heritsch: Graptolithen aus dem Weiritzgraben bei Eisenerz. Verhandlungen der Geologischen Bundesanstalt 1932, S. 81–89 (zobodat.at [PDF; 534 kB]).
- mit Franz Heritsch: Obersilurische Lydite am nördlichen Valentintörl, Karnische Alpen. Verhandlungen der Geologischen Bundesanstalt 1932, S. 113–116 (zobodat.at [PDF; 333 kB]).
- Die Neue Geologie des Eisensteiner Reichenerzes und des Polster. Mitteilungen der Abteilung Geologie Palaeontologie und Bergbau am Joanneum 2, 1935, S. 1–32.
- mit Wilhelm Freh: Ein alter Gagatbergbau in Oberösterreich. In: Jahrbuch des Oberösterreichischen Musealvereines. Jahrgang 95, Linz 1950, S. 337–350 (zobodat.at [PDF; 1,3 MB]).